# مجله بین‌المللی مهندسی
مجله بین‌المللی مهندسی (به انگلیسی: International Journal of Engineering) یک فصلنامهٔ تخصصی مهندسی است که توسط پژوهشگاه مواد و انرژی به زبان انگلیسی چاپ می‌شود. اولین شمارۀ این مجله د‌ر فوریه سال ۱۹۸۸ چاپ شده‌است.